# 875

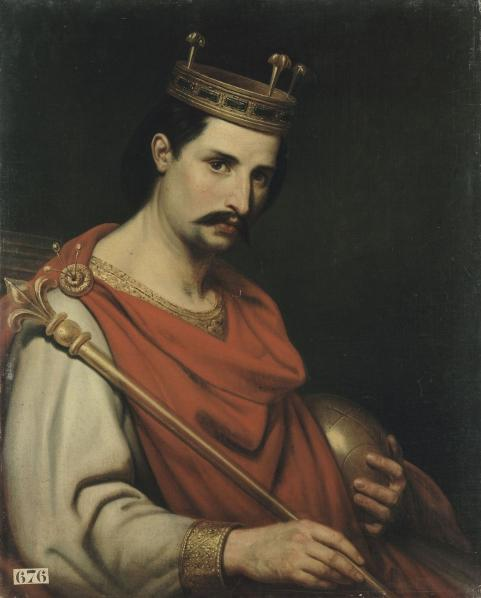
Karel de Kale van het Heilige Roomse Rijk

Het jaar 875 is het 75e jaar in de 9e eeuw volgens de christelijke jaartelling.

## Gebeurtenissen

### Brittannië
- Het Grote Deense leger onder leiding van Guthrum trekt zich terug naar East Anglia en slaat bij Cambridge een winterkamp op. Koning Alfred de Grote voert met de Denen zeegevechten in de omgeving van Dorset. Hij laat in Wessex versterkingen aanbrengen om de steden te verdedigen.
- Koning Harald I ("Schoonhaar") verjaagt Vikingtegenstanders van de Orkneyeilanden en de Shetlandeilanden en lijft de eilanden in bij Noorwegen. (waarschijnlijke datum)

### Europa
- Zomer – De Vikingen onder leiding van Rollo voeren een plundertocht op Walcheren. De bewoners krijgen hulp van Reinier I, graaf van Henegouwen. Hij wordt met een Frankisch expeditieleger door Rollo verslagen en weet ternauwernood te ontsnappen door de Schelde over te steken.
- 12 augustus – Keizer Lodewijk II overlijdt in Ghedi (huidige Lombardije) en benoemt zijn neef Karloman, een zoon van koning Lodewijk de Duitser, tot zijn opvolger.
- 25 december – Koning Karel de Kale wordt met steun van de Italiaanse adel in Rome door paus Johannes VIII tot keizer van het Heilige Roomse Rijk gekroond.
- Lodewijk de Stamelaar trouwt onder dwang van zijn vader Karel de Kale met Adelheid van Parijs. Hiervoor moet hij zijn eerste vouw Ansgardis verstoten.

### Arabische Rijk
- Een Arabische vloot vaart de Adriatische Zee op naar Grado en plundert op de terugweg de vestingstad Comacchio (Noord-Italië).

## Religie
- De Onze-Lieve-Vrouwekerk in Brugge (huidige België) wordt gebouwd. Enkele munten zijn de oudste bron waarop voor het eerst de naam van de stad wordt gebruikt. (waarschijnlijke datum)
- Karel de Kale schenkt voor zijn benoeming als keizer (imperator) de Cathedra Petri (een bisschopsstoel) aan Johannes VIII.

## Geboren
- 22 maart – Willem I van Aquitanië, Frankisch edelman (overleden 918)
- Adalbert van Ivrea, Lombardisch edelman (waarschijnlijke datum)
- Dirk I, graaf van West-Frisia (waarschijnlijke datum)
- Fruela II, koning van Asturië en León (waarschijnlijke datum)
- Gerard I, Frankisch edelman (waarschijnlijke datum)
- Lotharius I, Frankisch edelman (waarschijnlijke datum)
- Spytihněv I, hertog van Bohemen (waarschijnlijke datum)

## Overleden
- 12 augustus – Lodewijk II (50), koning en keizer van het Roomse Rijk
- Martin Hiberniensis (56), Iers monnik en historicus
- Moslim ibn al-Hajjaj (54), Perzisch schriftgeleerde